# Green Bay Packers 1955
La stagione 1955 dei Green Bay Packers è stata la 35ª della franchigia nella National Football League. La squadra, allenata da Lisle Blackbourn, ebbe un record di 6-6, terminando sesta nella Western Conference. 

## Roster
| Roster dei Green Bay Packers nel 1955 |
| --- |
| Quarterback - Charlie Brackins - Paul Held - Tobin Rote Running Back - Al Carmichael - Bob Clemens - Fred Cone - Howie Ferguson - Joe Johnson - Floyd Reid - Jack Spinks - Veryl Switzer Wide Receiver - Billy Howton - Gary Knafelc Tight End {{{te}}} Offensive Linemen - Buddy Brown - Hank Bullough - Tom Dahms - Jim Ringo - Joe Skibinski - Dave Stephenson - Len Szafaryn Defensive Linemen - Nate Borden - Dave Hanner - Jerry Helluin - Jim Jennings - Bill Lucky - John Martinkovic - Pat O'Donahue Linebacker - Tom Bettis - Bill Forester - Deral Teteak - George Timberlake - Roger Zatkoff Defensive Back - Billy Bookout - Bobby Dillon - Doyle Nix - Al Romine - Clarence Self - Val Joe Walker Special Team - Dick Deschaine |
| Legenda - I rookie sono in corsivo. - Il primo ruolo è il principale mentre gli eventuali successivi indicano i ruoli secondari. - (IR) sta per Injured Reserve ed indica la lista ristretta per un solo giocatore infortunato che può tornare ad allenarsi dopo la settimana 6 e a rientrare in prima squadra dopo che questa ha giocato 8 partite. - (NF-Inj.) / (NF-Ill.) stanno rispettivamente per Non-Football Injured e Non-Football Illness ed indicano le liste dove viene inserito un giocatore che ha un infortunio o una malattia non dipendente dal football americano. - (PUP) sta per Physically Unable to Perform ed indica la lista dove viene inserito un giocatore mentre è in attesa di recuperare la condizione fisica. Nella stagione regolare dopo la sesta partita giocata dalla propria squadra, il giocatore ha tempo tre settimane per riprendere ad allenarsi, più tre settimane aggiuntive dal suo rientro agli allenamenti per rientrare in prima squadra. |

## Calendario
| Stagione regolare |              |                        |           |        |                               |          |         |
| Turno             | Data         | Avversario             | Risultato | Record | Stadio                        | Pubblico | Sintesi |
| 1                 | 25 settembre | Detroit Lions          | V 20–17   | 1–0    | City Stadium                  | 22,217   | Recap   |
| 2                 | 2 ottobre    | Chicago Bears          | V 24–3    | 2–0    | City Stadium                  | 24,662   | Recap   |
| 3                 | 8 ottobre    | Baltimore Colts        | S 20–24   | 2–1    | Milwaukee County Stadium      | 40,199   | Recap   |
| 4                 | 16 ottobre   | Los Angeles Rams       | V 30–28   | 3–1    | Milwaukee County Stadium      | 26,960   | Recap   |
| 5                 | 23 ottobre   | at Cleveland Browns    | S 10–41   | 3–2    | Cleveland Stadium             | 51,482   | Recap   |
| 6                 | 29 ottobre   | at Baltimore Colts     | S 10–14   | 3–3    | Memorial Stadium              | 34,411   | Recap   |
| 7                 | 6 novembre   | at Chicago Bears       | S 31–52   | 3–4    | Wrigley Field                 | 48,890   | Recap   |
| 8                 | 13 novembre  | Chicago Cardinals      | V 31–14   | 4–4    | City Stadium                  | 20,104   | Recap   |
| 9                 | 20 novembre  | San Francisco 49ers    | V 27–21   | 5–4    | Milwaukee County Stadium      | 19,099   | Recap   |
| 10                | 24 novembre  | at Detroit Lions       | S 10–24   | 5–5    | Briggs Stadium                | 51,685   | Recap   |
| 11                | 4 dicembre   | at San Francisco 49ers | V 28–7    | 6–5    | Kezar Stadium                 | 32,897   | Recap   |
| 12                | 11 dicembre  | at Los Angeles Rams    | S 17–31   | 6–6    | Los Angeles Memorial Coliseum | 90,535   | Recap   |

Note: gli avversari della propria conference sono in grassetto.

## Classifiche
| NFL Western Conference |   |   |   |      |       |     |     |     |
|                        | V | S | P | %    | DIV   | PF  | PS  | STR |
| Los Angeles Rams       | 8 | 3 | 1 | .727 | 6–3–1 | 260 | 231 | V3  |
| Chicago Bears          | 8 | 4 | 0 | .667 | 7–3   | 294 | 251 | V2  |
| Green Bay Packers      | 6 | 6 | 0 | .500 | 5–5   | 258 | 276 | S1  |
| Baltimore Colts        | 5 | 6 | 1 | .455 | 5–4–1 | 214 | 239 | S2  |
| San Francisco 49ers    | 4 | 8 | 0 | .333 | 4–6   | 216 | 298 | V1  |
| Detroit Lions          | 3 | 9 | 0 | .250 | 2–8   | 230 | 275 | S2  |

Nota:  i pareggi non venivano conteggiati ai fini della classifica fino al 1972.